# American Equal Rights Association

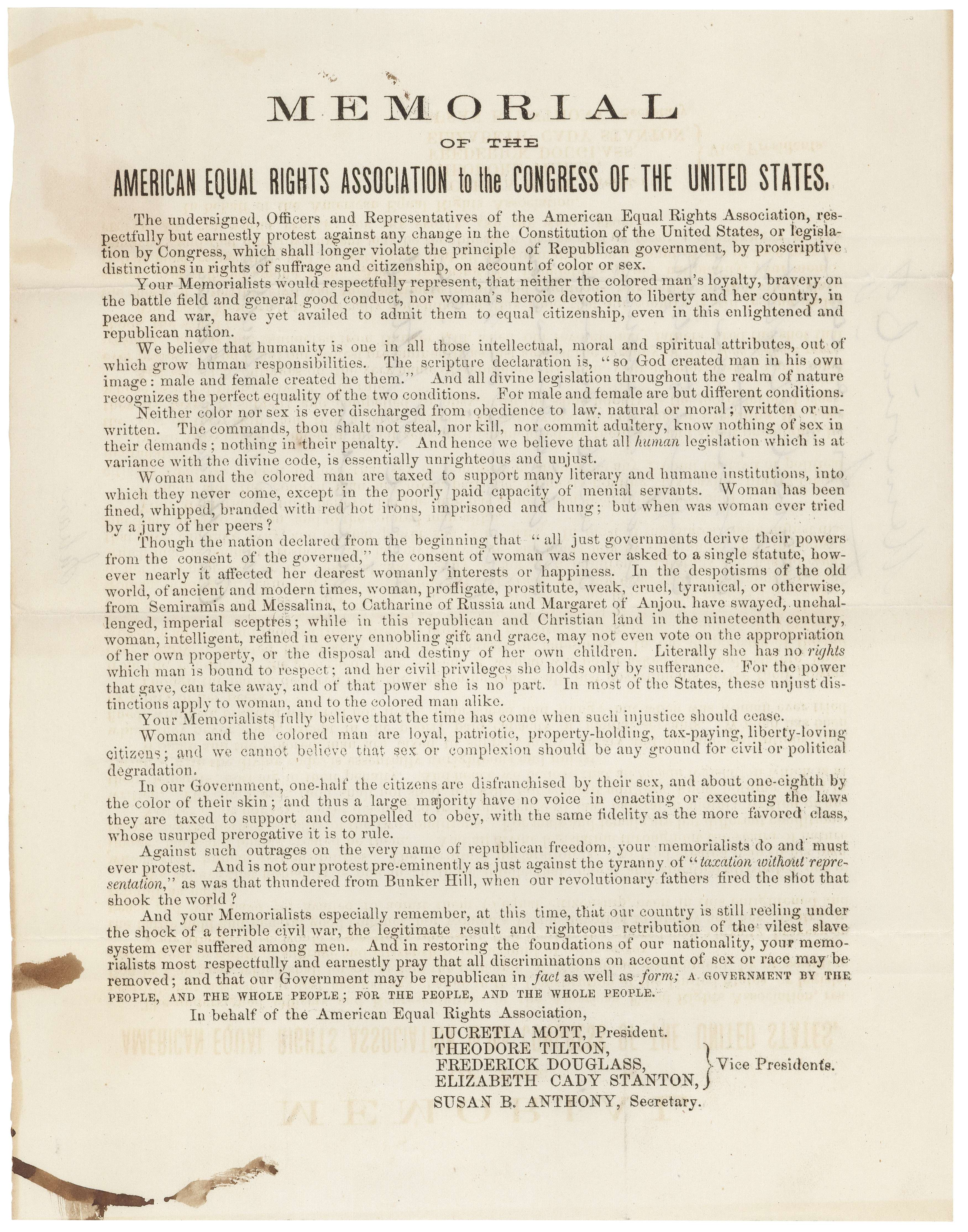
Mémoire de l'American Equal Rights Association du 3 janvier 1867 au sujet des discriminations.

L'American Equal Rights Association (AERA) (Association américaine pour l'égalité des droits) est une association américaine de défense du droit des femmes et des droits des Noirs, créée en 1866 et disparue en 1869. Elle liait les causes du féminisme et de l'égalité raciale. Des tensions entre les membres et à propos des buts de l'association aboutissent à sa scission en 1869.

## Histoire
Lucy Stone et Susan B. Anthony proposent l'idée de la création d'une telle association lors d'un meeting de l'American Anti-Slavery Society à Boston, en janvier 1866. Stone s'était impliquée dans la lutte pour l'abolition de l'esclavage pendant 18 ans, au sein de l'American Anti-Slavery Society, puis, une fois celle-ci prononcée (en 1865), s'était réorientée vers la défense des droits des femmes. Pour sa part, Anthony était surtout engagée pour la promotion du droit de vote des femmes. Le but de cette nouvelle association était donc d'unir les énergies de ces deux mouvements politiques afin de se concentrer vers l'objectif commun du suffrage universel, pour les Noirs et les femmes. Les fondateurs de l'American Equal Rights comportent, outre Anthony et Stone, Elizabeth Cady Stanton, Olympia Brown et Frederick Douglass.

## Sources
- (en) Cet article est partiellement ou en totalité issu de l’article de Wikipédia en anglais intitulé « American Equal Rights Association » (voir la liste des auteurs).